# Фёдоровский сельсовет (Тамбовская область)
Фёдоровский сельсовет — упразднённое сельское поселение в Сосновском районе Тамбовской области Российской Федерации.
Административный центр — село Фёдоровка.

## История
Статус и границы сельского поселения установлены Законом Тамбовской области от 17 сентября 2004 года № 232-З «Об установлении границ и определении места нахождения представительных органов муниципальных образований в Тамбовской области».
Законом Тамбовской области от 26 июля 2017 года № 128-З, 7 августа 2017 года были преобразованы, путём их объединения, Верхнеярославский и Фёдоровский сельсоветы — в Верхнеярославский сельсовет с административным центром в селе Верхняя Ярославка.

## Население
| 2010 | 2012 | 2013 | 2014 | 2015 | 2016 | 2017 |
| ---- | ---- | ---- | ---- | ---- | ---- | ---- |
| 310  | ↘302 | ↘274 | ↘258 | ↘249 | ↘240 | ↘220 |

## Состав сельского поселения
| № | Населённый пункт | Тип населённого пункта       | Население |
| - | ---------------- | ---------------------------- | --------- |
| 1 | Балабаевка       | деревня                      | 2         |
| 2 | Головкино        | деревня                      | 0         |
| 3 | Новоситовка      | посёлок                      | 14        |
| 4 | Новоямское       | село                         | 27        |
| 5 | Ситовка          | деревня                      | 4         |
| 6 | Стрелки          | деревня                      | 8         |
| 7 | Фёдоровка        | село, административный центр | 255       |